# Zeschnig
Zeschnig ist ein Ortsteil von Hohnstein im Landkreis Sächsische Schweiz-Osterzgebirge. Neben dem benachbarten Hohburkersdorf gehört er zur Ortschaft Rathewalde.

## Geographie
Zeschnig liegt östlich der sächsischen Landeshauptstadt Dresden im Norden der Sächsischen Schweiz. Es befindet sich im Nordosten des Landkreises Sächsische Schweiz-Osterzgebirge. Das Waldhufendorf liegt an der Lausitzer Verwerfung, die die Grenze zwischen dem Lausitzer Granitmassiv im Norden und dem Elbsandsteingebirge im Süden bildet. Die Ortslage Zeschnig befindet sich am Beginn eines steilen Seitentals hin zum Goldflüsschen, einem rechten Nebenfluss der Polenz.
Randbereiche der Gemarkung, insbesondere die Hanglagen im Osten und Norden, sind bewaldet. Ein großer Teil der 163 Hektar umfassenden Flur dient landwirtschaftlichen Zwecken. Im Osten grenzt die Gemarkung Hohnstein an, im Süden und Westen die Fluren von dessen Ortsteilen Rathewalde bzw. Hohburkersdorf. Nördlicher Nachbarort ist Heeselicht, ein Ortsteil von Stolpen.
Die wichtigste Straße auf Zeschniger Flur ist die Kaiserstraße, die als Staatsstraße 165 von Hohburkersdorf in den Bad Schandauer Ortsteil Waltersdorf führt und ab 1933 als Teil des Deutschlandrings projektiert worden war. Von ihr zweigt eine kurze Straße ab, die den innerhalb dieser einstigen Rennstrecke gelegenen Zeschniger Dorfkern mit den Straßen Am Rundling und Am Grund erschließt. Im Süden der Zeschniger Flur liegt die Hocksteinschänke mit der Kreuzung zur Staatsstraße 165 (Wartenbergstraße/Am Hockstein), die Lohmen über Rathewalde mit Hohnstein verbindet. Zeschnig ist an das Busnetz des Regionalverkehrs Sächsische Schweiz-Osterzgebirge (RVSOE) angeschlossen.